# Tableau de Wythoff
En mathématiques, le tableau de Wythoff est une matrice infinie d'entiers associé à la suite de Fibonacci, nommée en référence au mathématicien néerlandais Willem Abraham Wythoff. Ce tableau fait apparaître tout entier strictement positif exactement une fois, et toute suite entière définie par la récurrence de Fibonacci éventuellement tronquée d'un nombre fini de termes apparait comme ligne du tableau. 
Le tableau Wythoff a été défini par Morrison en 1980 en utilisant des couples de Wythoff, coordonnées des positions gagnantes dans le jeu de Wythoff. Kimberling en a ensuite donné une définition utilisant le théorème de Zeckendorf. 

## Premières valeurs
{\displaystyle {\begin{matrix}1&2&3&5&8&13&21&\cdots \\4&7&11&18&29&47&76&\cdots \\6&10&16&26&42&68&110&\cdots \\9&15&24&39&63&102&165&\cdots \\12&20&32&52&84&136&220&\cdots \\14&23&37&60&97&157&254&\cdots \\17&28&45&73&118&191&309&\cdots \\\vdots &\vdots &\vdots &\vdots &\vdots &\vdots &\vdots &\ddots \\\end{matrix}}} suite A035513 de l'OEIS     .

## Définitions

### Définition par couples de Wythoff
Inspiré par un tableau que Stolarsky avait défini précédemment  , Morrison  définit le tableau de Wythoff comme suit.  
La {\displaystyle i}-ème position gagnante dans le jeu de Wythoff est donnée par le couple d'entiers positifs {\displaystyle (\lfloor i\varphi \rfloor ,\lfloor i\varphi ^{2}\rfloor )}, où {\displaystyle \varphi ={\frac {1+{\sqrt {5}}}{2}}} est le nombre d'or ; ses deux coordonnées définissent deux suites de Beatty complémentaires qui, ensemble, incluent tout entier strictement positif une fois exactement.  
Les deux premiers nombres de la ligne {\displaystyle m} du tableau sont alors les deux éléments du couple de Wythoff donné par la relation {\displaystyle i=\lfloor m\varphi \rfloor }, et les nombres restants dans la ligne sont déterminés par la relation de récurrence de Fibonacci. Autrement dit, si {\displaystyle A_{m,n}} désigne le coefficient de la ligne {\displaystyle m} et de la colonne {\displaystyle n} du tableau : 
{\displaystyle A_{m,1}=\left\lfloor \lfloor m\varphi \rfloor \varphi \right\rfloor } ,
{\displaystyle A_{m,2}=\left\lfloor \lfloor m\varphi \rfloor \varphi ^{2}\right\rfloor }, et
{\displaystyle A_{m,n}=A_{m,n-2}+A_{m,n-1}} pour {\displaystyle n>2} .
Un formule valable pour tout {\displaystyle (m,n)} est {\displaystyle A_{m,n}=(m-1)F_{n}+\left\lfloor m\varphi \right\rfloor F_{n+1}}.

### Définition par représentation de Zeckendorf
La représentation de Zeckendorf de tout entier strictement positif est une écriture, unique, comme somme de termes non consécutifs et non nuls de la suite de Fibonacci. Comme Kimberling l'a remarqué , les termes des lignes du tableau ont une représentation de Zeckendorf dont les termes se décalent régulièrement dans la suite de Fibonacci, et les termes des colonnes ont des représentations de Zeckendorf ayant le même plus petit terme.  
Par exemple, dans la deuxième ligne, 4=1+3, 7=2+5, 11=3+8 etc. Et  dans la deuxième colonne, 7=2+4, 10=2+8, 15 = 2+13, 20= 2 +5 +13 avec {\displaystyle 2=F_{3}}. 
Plus généralement, si l'on classe dans l'ordre croissant les nombres dont la représentation de Zeckendorf commence par le nombre de Fibonacci d'indice {\displaystyle n+1}, le terme {\displaystyle A_{m,n}} du tableau est le {\displaystyle m}-ième d'entre eux. 

## Propriétés
Chaque couple de Wythoff apparait exactement une fois dans le tableau de Wythoff, avec un indice impair pour le premier nombre et un indice pair pour le second. Chaque entier positif apparaissant dans un couple de Wythoff exactement, chaque entier positif apparait exactement une fois dans le tableau. 
Chaque suite d'entiers positifs satisfaisant la récurrence de Fibonacci apparait dans le tableau de Wythoff, décalée d'au plus un nombre fini de positions. En particulier, la suite de Fibonacci elle-même est dans la première ligne, et la suite de Lucas apparaît sous forme décalée dans la deuxième. 